# Powiat doliński
Powiat doliński – powiat dawnego województwa stanisławowskiego II Rzeczypospolitej. Jego siedzibą było miasto Dolina. 1 sierpnia 1934 dokonano nowego podziału powiatu na gminy wiejskie.

## Gminy wiejskie w 1934
- gmina Bolechów
- gmina Broszniów
- gmina Ludwikówka
- gmina Perehińsko
- gmina Polanica
- gmina Rachiń
- gmina Rypne
- gmina Spas
- gmina Wełdzirz
- gmina Witwica
- gmina Wygoda

## Miasta
- Bolechów
- Dolina
- Rożniatów

## Miejscowości
Decyzją wojewody stanisławowskiego zostały zmienione nazwy miejscowości z niemieckich na polskie od 18 lutego 1939:
- Równia (wcześniej Jammersthal)
- Podlasie (wcześniej Hoffnungsau)
- Anielin (wcześniej Engelsberg)

## Starostowie powiatu
- Zygmunt Szacherski (do końca 1938)[4]
- Franciszek Kułakowski (od początku 1939)